# 景东羊奶子
景东羊奶子（学名：Elaeagnus jingdonensis）为胡颓子科胡颓子属下的一个种。

## 扩展阅读
- 維基物種上的相關：景东羊奶子